# Sekundogenitur
Sekundogenitur (av latin secundus, den andre, och genitus, född), rättighet att som den andre i ordningen bland barnen i en familj erhålla någon viss del av familjens förmögenhet eller besittningar, som ersättning för att familjeegendomens huvudsakliga del förbehålles den förstfödde (primogenitur). Särskilt har sekundogenitur använts som beteckning för furstendömen, vilka gått i arv efter dessa grundsatser, t. ex. Toscana och Österrike-Este i huset Habsburg-Lothringen.